# Arvid Engegård

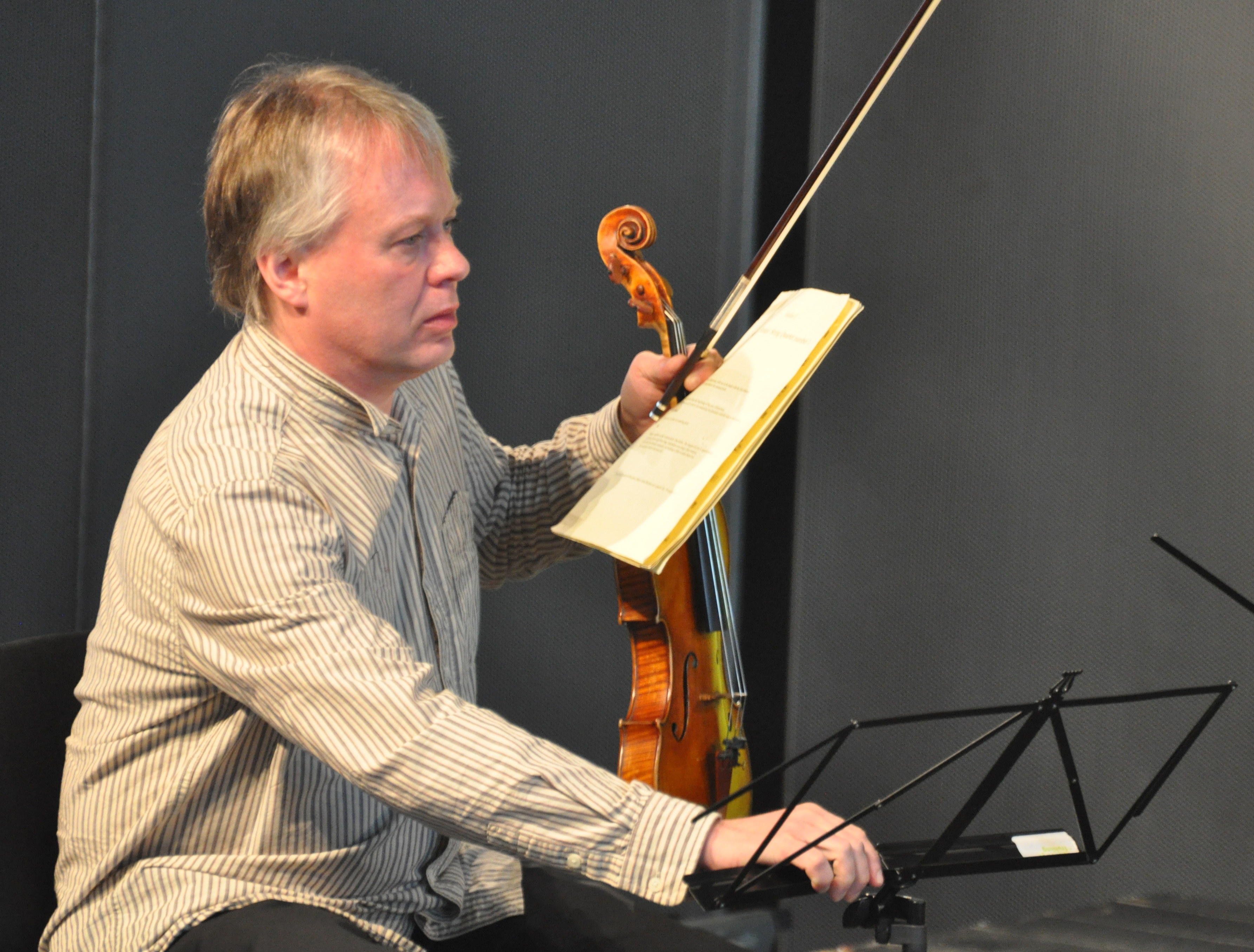
Arvid Engegård

Arvid Engegård (Bodø, 13 mei 1963) is een Noors musicus (viool en piano) en dirigent.
Engegård heeft zijn opleiding genoten in Noorwegen, Oostenrijk en de VS bij de Eastman School of Music (New York) onder de leiding van Zvi Zeitlin. Hij werd vroeg beïnvloed door Sándor Végh, de leider van de Camerata Salzburg, waarbij Engegård langere tijd fungeerde als solist en concertmeester. Later leidde hij het Orlando Kwartet in Amsterdam (1991-97). Het resultaat van zijn samenwerking met András Schiff was de opname Contrasts (Decca). Hij had ook meerdere engagementen te Wenen (Musikverein), Lockenhaus, Salzburg en Londen (Wigmore Hall).
Vanaf 1998 was Engegård lid van het Munch-Trio, waarin hij speelde met Xenia Jancovic (cello) en Silke Avenhaus (klavier), en samen gaven ze de opname Munch Trio uit. In Noorwegen was hij lid van het trio Midnight Sun Trio samen met Susanne Lundeng op violon en Knut Erik Sundquist op contrabas. Het kamerorkest Arctic Festival Orchestra (2002-2004) was een in Harstad gelokaliseerd project onder de leiding van Engegård. Vanaf 2004 was hij de artistieke leider voor het MiNensembelet, en in 2004 werd de cd Party Music uitgegeven en traden ze op in een serie concerten genaamd Mest Mozart. Een ander initiatief is de Engegårdkvartetten die in Oslo gebaseerd is (2005-), de andere leden hiervan zijn Atle Sponberg (violon), Juliet Jopling (altviool) en Jan-Erik Gustafsson (cello). Engegård speelt verder een centrale rol in de Lofoten Internasjonale Kammermusikkfest.
Hij heeft als dirigent de leiding gehad van het Oslo Filharmoniske Orkester, Stavanger Symfoniorkester, Kringkastingsorkesteret, Zweeds Radio Symfonieorkest, Det Norske Blåseensemble, en de Filharmonieke orchest van Belgrado. Hij heeft ook de leiding over het militaire orkest van Harstad.
In 2000 ontving hij de Nordlysprisen en in 2006 was hij geprofileerd tijdens de Nordland Musikkfestuke.